# Samuel Fryderyk Lauterbach

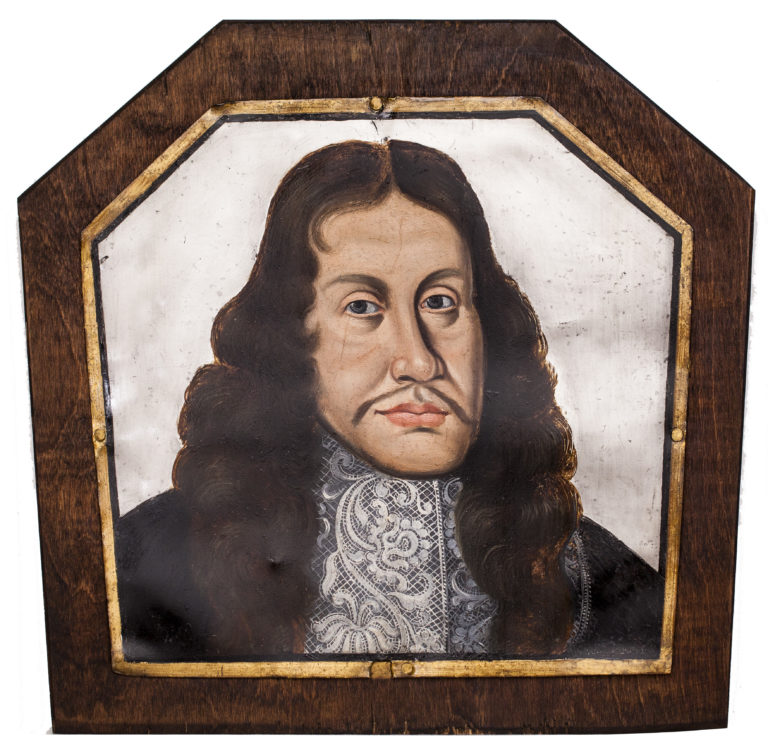
Pastor Samuel Friedrich Lauterbach, zm. 1728

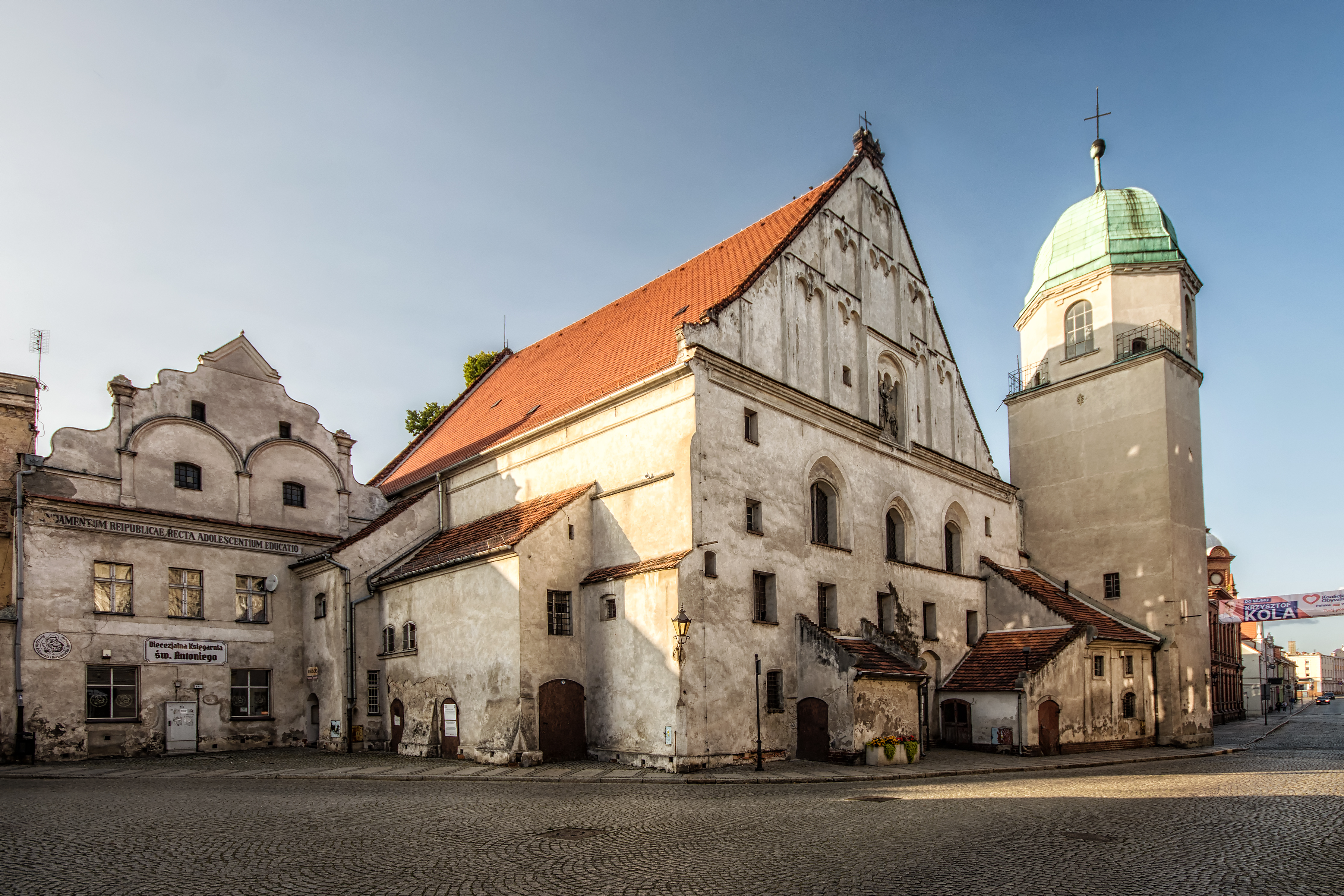
Kościół poewangelicki "Żłóbka Chrystusowego" we Wschowie

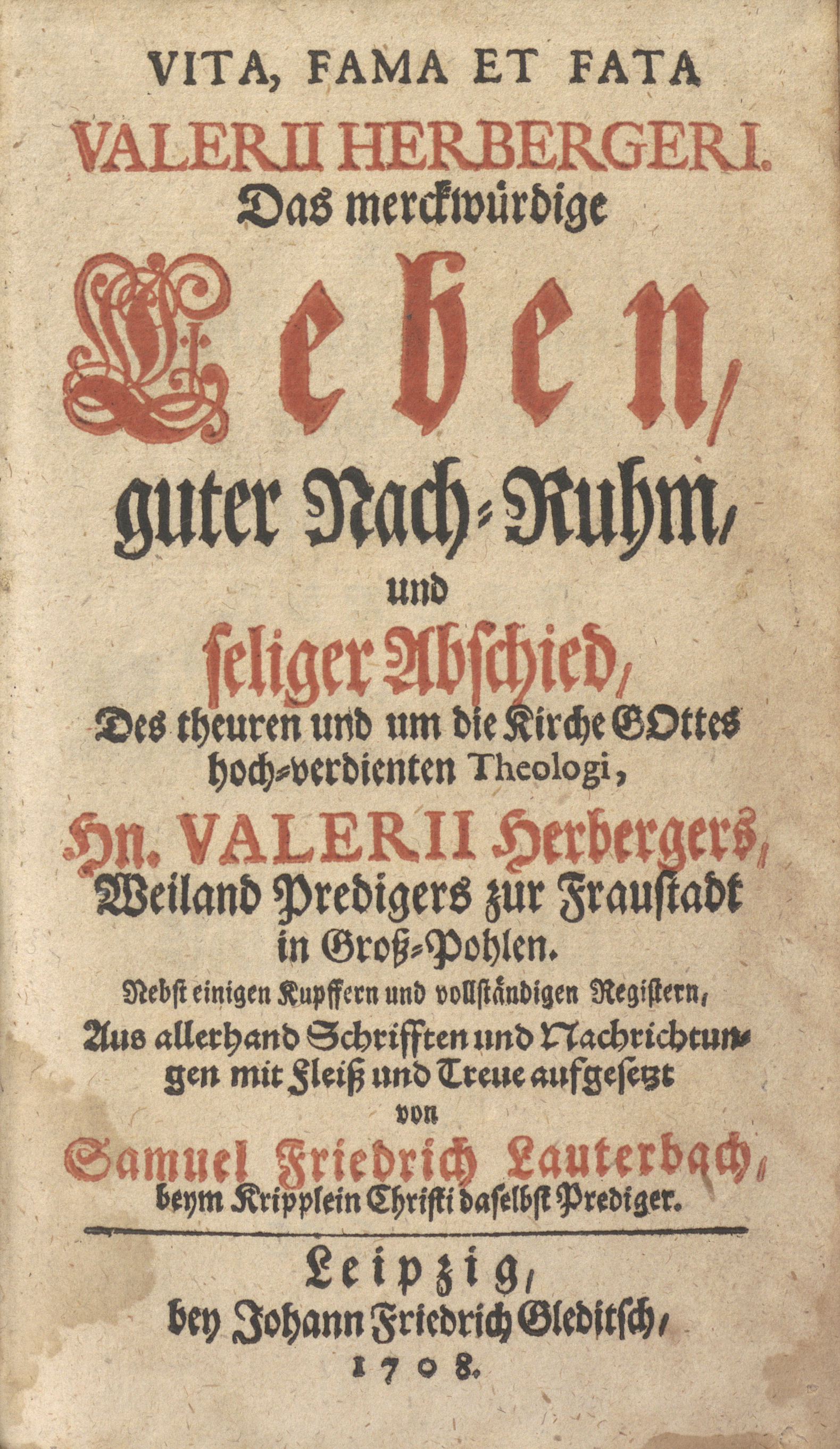
Strona tytułowa dzieła Vita, Fama Et Fata Valerii Herbergeri (1708)

Samuel Fryderyk Lauterbach (ur. 30 października 1662 we Wschowie, zm. 24 czerwca 1728 tamże) – niemiecki luterański teolog i historyk.
Naukę rozpoczął we Wschowie, kontynuował w Toruniu i Wrocławiu. Dzięki stypendium ufundowanemu przez Valeriusa Herbergera mógł studiować w Lipsku i Magdeburgu. 14 grudnia 1691 Piotr Żychliński powołał go na urząd pastora w Osowej Sieni. Na mocy edyktu królewskiego świątynia w Osowej Sieni została przekazana w roku 1700 Kościołowi katolickiemu. Już w roku 1699 niemiecki dziedzic Międzychodu, Bogusław von Unruh, zaproponował mu objęcie tamtejszego diakonatu. Jednocześnie otrzymał ze Wschowy propozycję objęcia diakonatu pomocniczego, którą przyjął. W 1701 został mianowany diakonem, a po zgonie swego przełożonego został w roku 1709 obrany pastorem i inspektorem szkolnym przy kościele ewangelickim „Żłóbka Chrystusowego”. W 1717 obrano go seniorem okręgowym, a w roku 1727 seniorem generalnym wszystkich kościołów obrządku ewangelicko-augsburskiego w Wielkopolsce.
Lauterbach stworzył wiele dzieł teologicznych i historycznych. Uważał się za następcę swego protektora Valeriusa Herbergera. Był świadkiem epidemii dżumy w latach 1709-1710. Był autorem pierwszej niemieckojęzycznej historii Polski.
Był dwukrotnie żonaty, 1690 poślubił Annę Barbarę Prüfer (zm. 1717), 1719 Rosinę Kärger (zm. 1726). Obydwa małżeństwa pozostały bezdzietne.
Zgodnie ze staropolskim obyczajem, podczas ceremonii pogrzebowej przy jego trumnie ustawiono portret trumienny.